# Catedrala Ortodoxă din Turda
Catedrala Ortodoxă din Turda (cu hramul Sf. Arhangheli Mihail si Gavriil) este situată pe str. Andrei Șaguna nr. 2, cu intrarea principală orientată spre Piața 1 Decembrie 1918.

## Istoric
A fost ridicată in amintirea marelui voievod Mihai Viteazul, de Intreprinderile Generale "Tiberiu Eremia", după planurile arhitectului Ioan Traianescu. Lucrarea a fost posibilă si datorită donațiilor făcute de Banca Arieșeană, Societatea Femeilor Ortodoxe, de diverse întreprinderi și persoane particulare. Arhitectura este o îmbinare a stilurilor caracteristice celor trei provincii istorice românești. Planul este in formă tradițională de cruce. Sfințirea catedralei a fost făcută la data de 3 noiembrie 1935 de către episcopul Lucian Triteanu al Romanului. In anul 1955 a fost declarată monument de arhitectură, fiind una din podoabele arhitectonice ale orașului.
Lăcașul a fost construit ca si Catedrală, capacitatea lui fiind de 1.200 de persoane si se află in centrul orașului. Terenul pe care a fost construită Catedrala, a fost cumparat de la Primaria Orașului Turda reprezentata de primarul Iuliu Gențiu, conform actului de vanzare-cumparare atasat mai jos (vezi "Legaturi externe: Actul de vanzare - cumparare teren). In istoricul Catedralei intra numele ctitorului protopop Iovian Mureșan care a păstorit-o în decurs de 38 de ani, sub conducerea caruia s-a zidit, s-a pictat si s-a sființit acest lăcaș de cult. Osemintele lui sunt așezate la loc de cinste sub altar. Piatra de temelie a fost pusă în anul 1926, iar lucrările au fost terminate în 1935. Caracteristică pentru această clădire este clopotnița. Ea are formă de culă oltenească și se aseamănă celei de la Catedrala Ortodoxă din Alba Iulia. 
Icoanele iconostasului au fost pictate de pictorul Paul Molda (1884–1955), iar interiorul lăcașului de către Gheorghe Belizarie.
Mobilierul, iconostasul, amvonul, tronurile arhierești, stranele, tetrapoadele, scaunele, au fost executate de prof. Aurel Pop din Tg. Mureș, ornamentate sculptural cu viță-de-vie, îngeri și frunze de acant stilizate. 
Un lucru inedit este și prezența în Catedrală a unei icoane a Fecioarei Maria cu Pruncul la care se roagă credincioșii. Icoana a fost adusa din Bucuresti, la inceputul secolului al XX-lea, si purtata in procesiune prin oras, de care cu boi. Unele mǎrturii afirmǎ cǎ aceastǎ icoanǎ este grabnic folositoare femeilor care nu pot rǎmâne însǎrcinate.
De menționat este și prezența unei icoane cu chipul Mântuitorului, care are pe verso inscripția: "Donatǎ de o familie îndurerată de basarebeni, smulsă din sînul patriei. Rugați-vă pentru ei!".
Datorită timpului, războiului, fumului de la lumânări, intreg ansamblul a necesitat restaurat. În anul 1986 s-a realizat restaurarea interiorului de către o echipa condusă de pictorul Dimitrie Banica din București. Ulterior a fost restaurat și exteriorul.
În partea stângă a intrării în catedrală, se află o pictură a regelui Carol al II-lea, în uniformă de general de vânători de munte, cu pelerina "Ordinului Mihai Viteazul". Pictura, acoperită cu vopsea maro de comuniști dupa abolirea monarhiei în 1948, a fost scoasă la iveală odată cu lucrările de restaurare din 1986. 
Pe un perete exterior al catedralei se găsește incastrat un proiectil din primul război mondial, cu vȃrful îndreptat spre exterior (probabil un apel la pace). Incastrarea lui, la cca 50 cm înălțime de la sol, s-a făcut în timpul lucrărilor de edificare a clădirii, intre anii 1926-1935. Proiectilul este dezamorsat, nepericulos. 

## Galerie de imagini

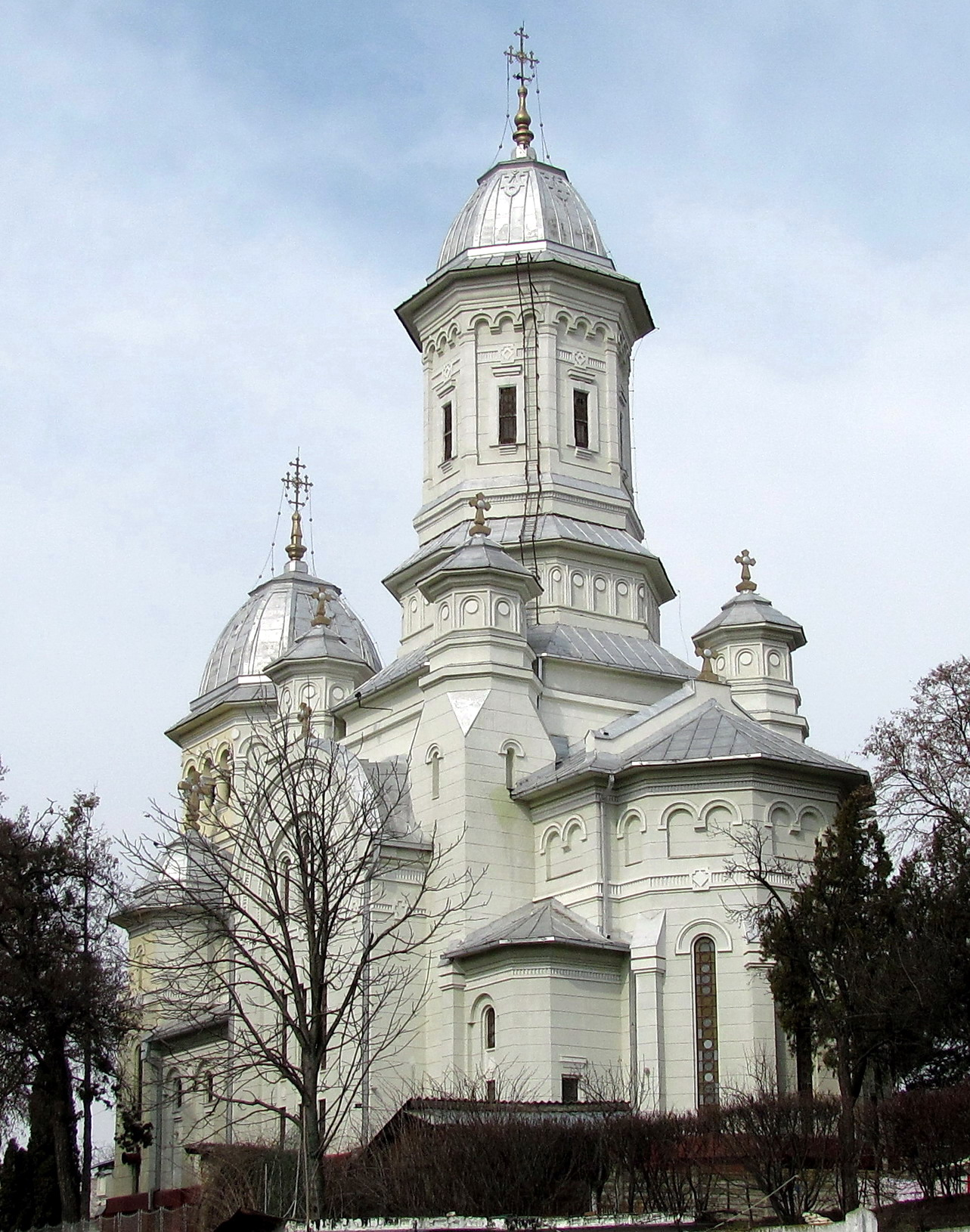
Vedere laterală
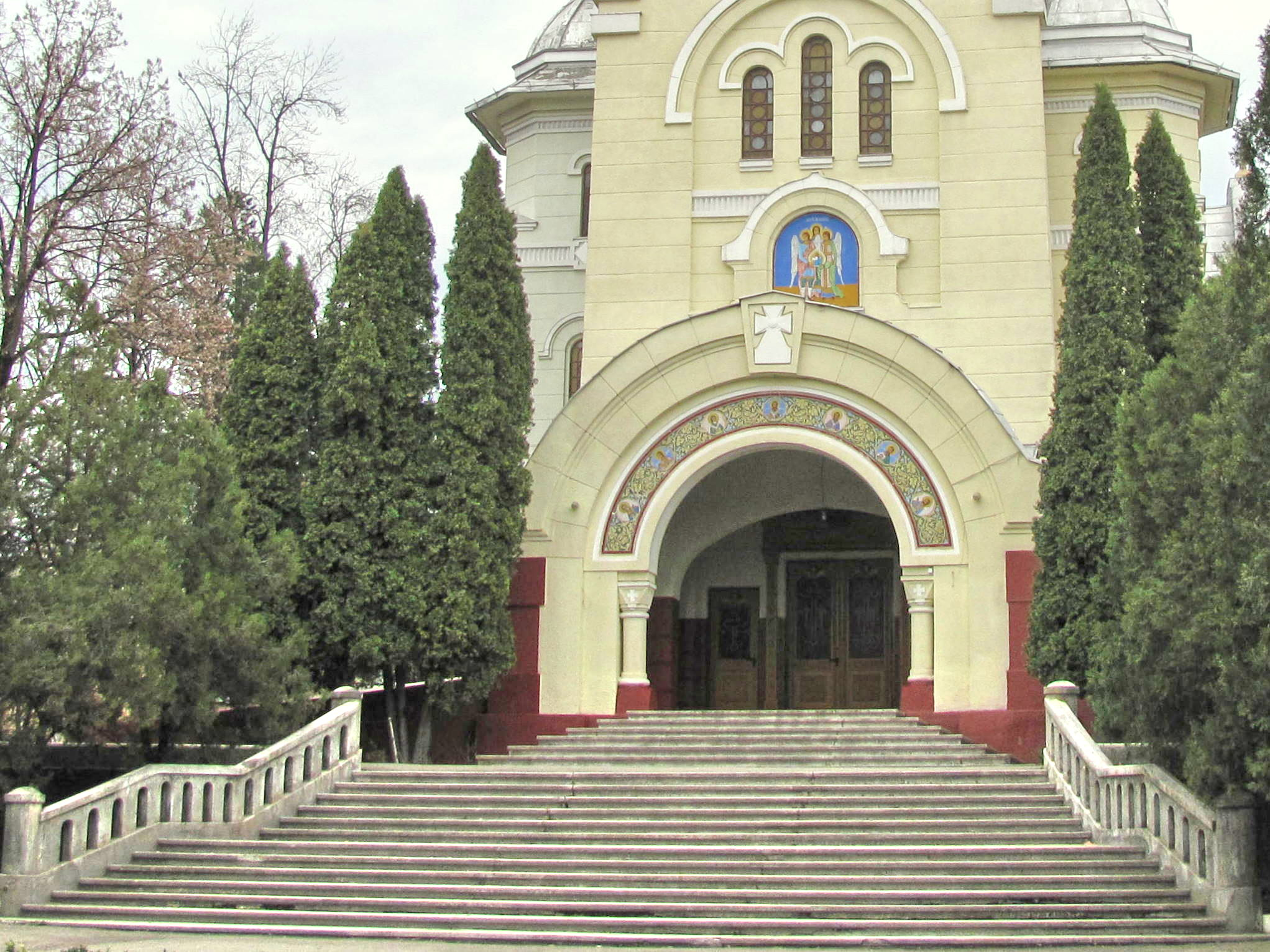
Treptele şi intrarea
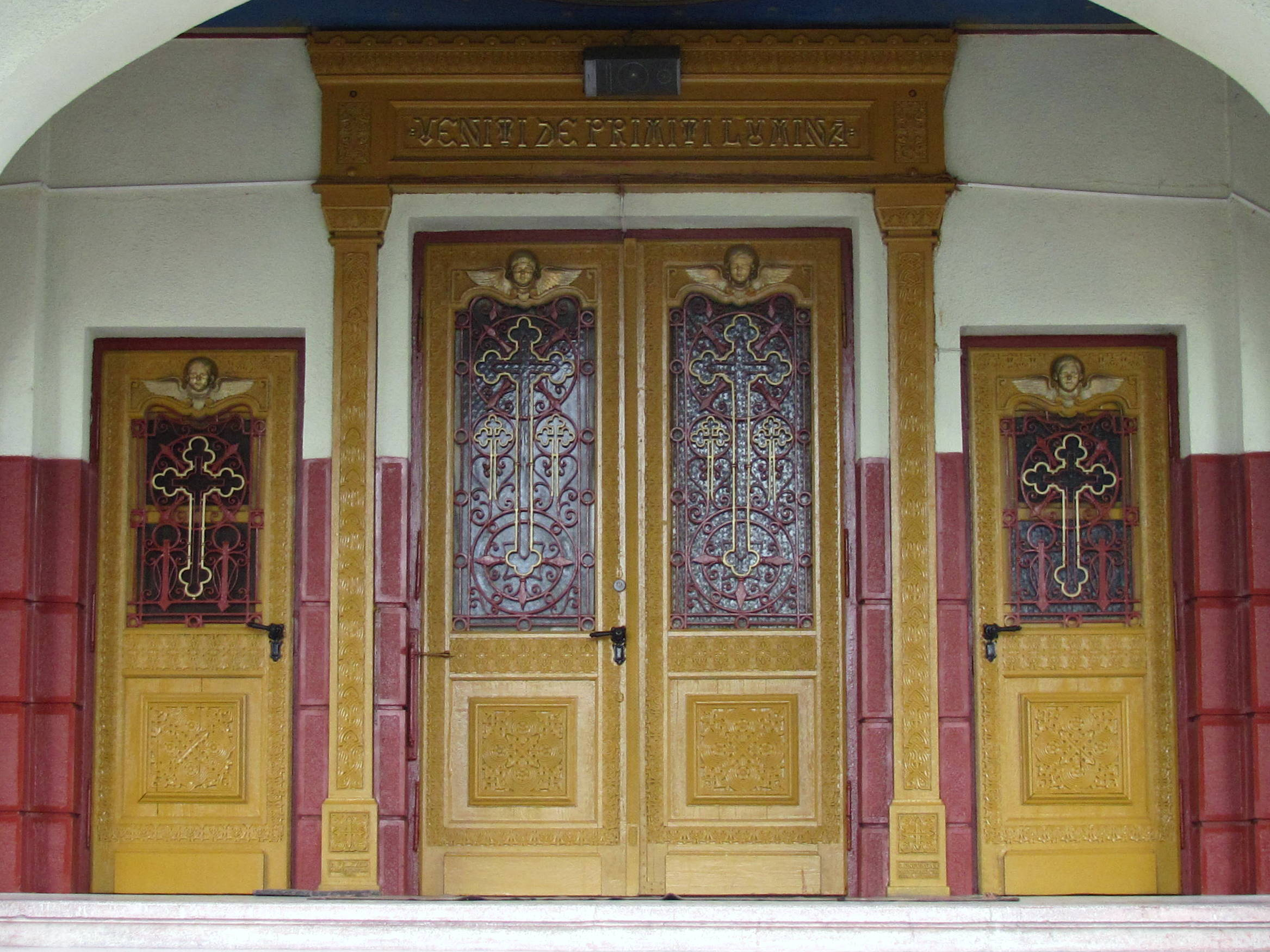
Uşa de la intrare
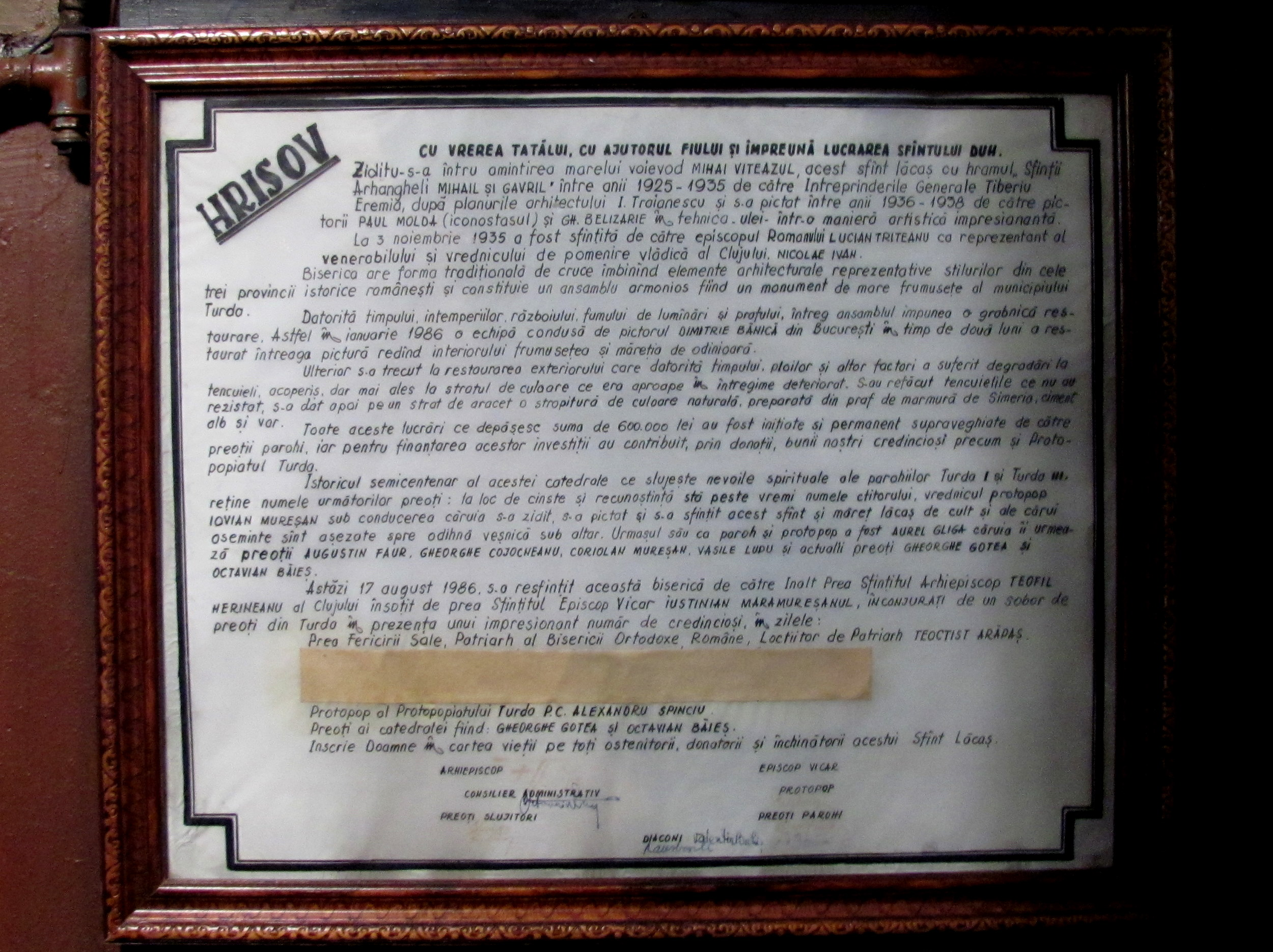
Hrisov
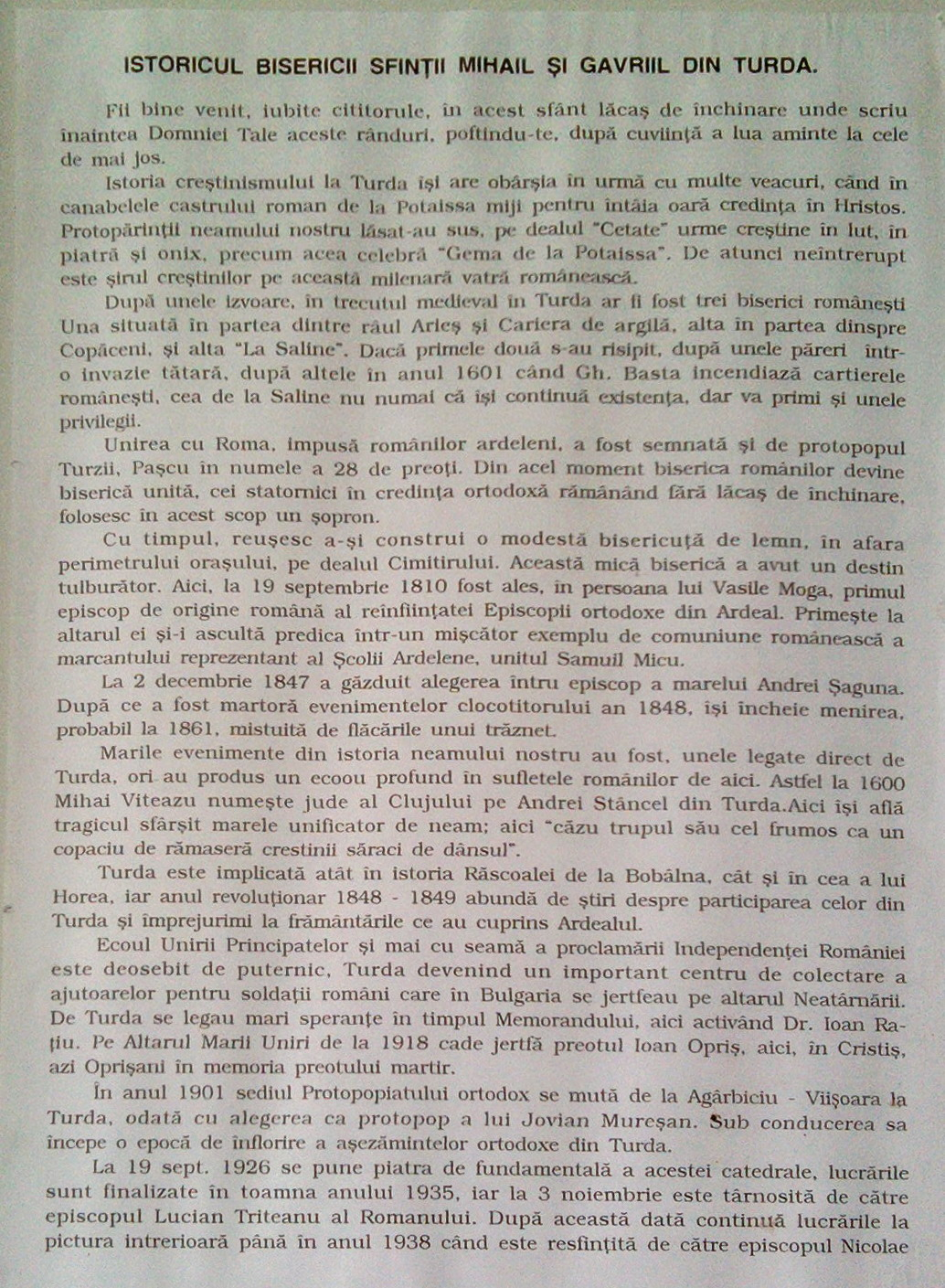
Istoric pag.1 întocmit de preotul Octavian Băieş
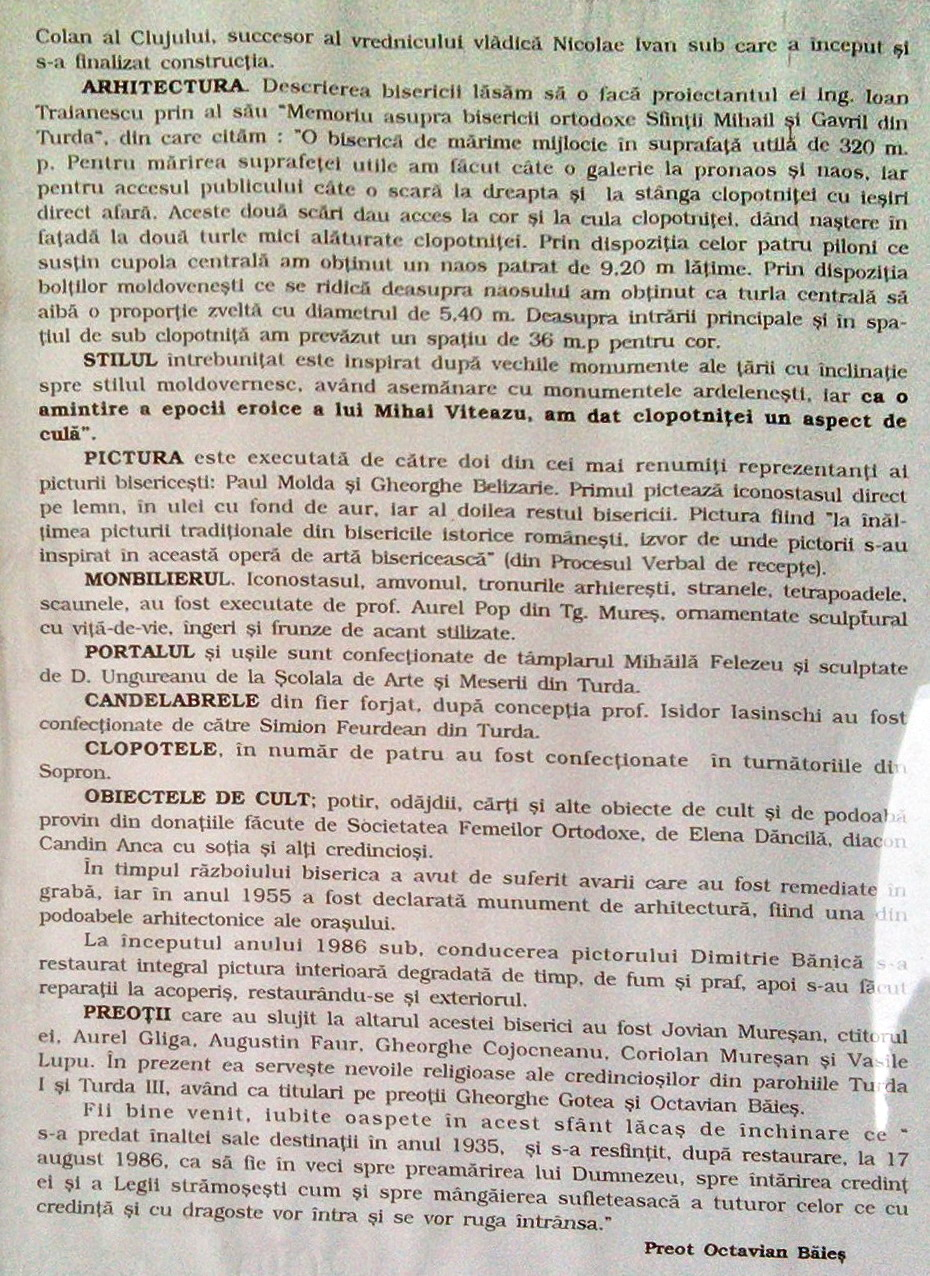
Istoric pag.2 intocmit de preotul Octavian Băieş
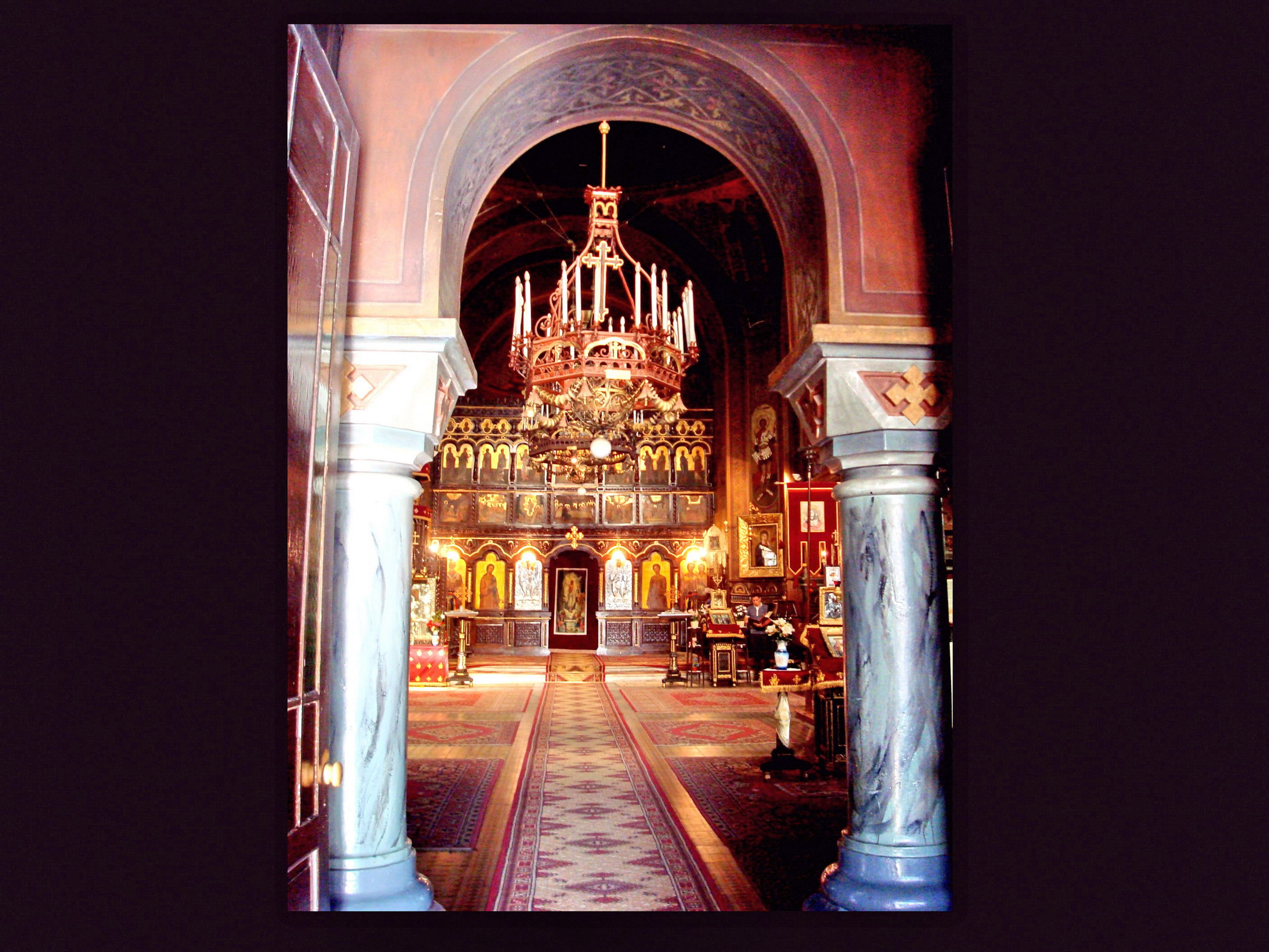
Interior
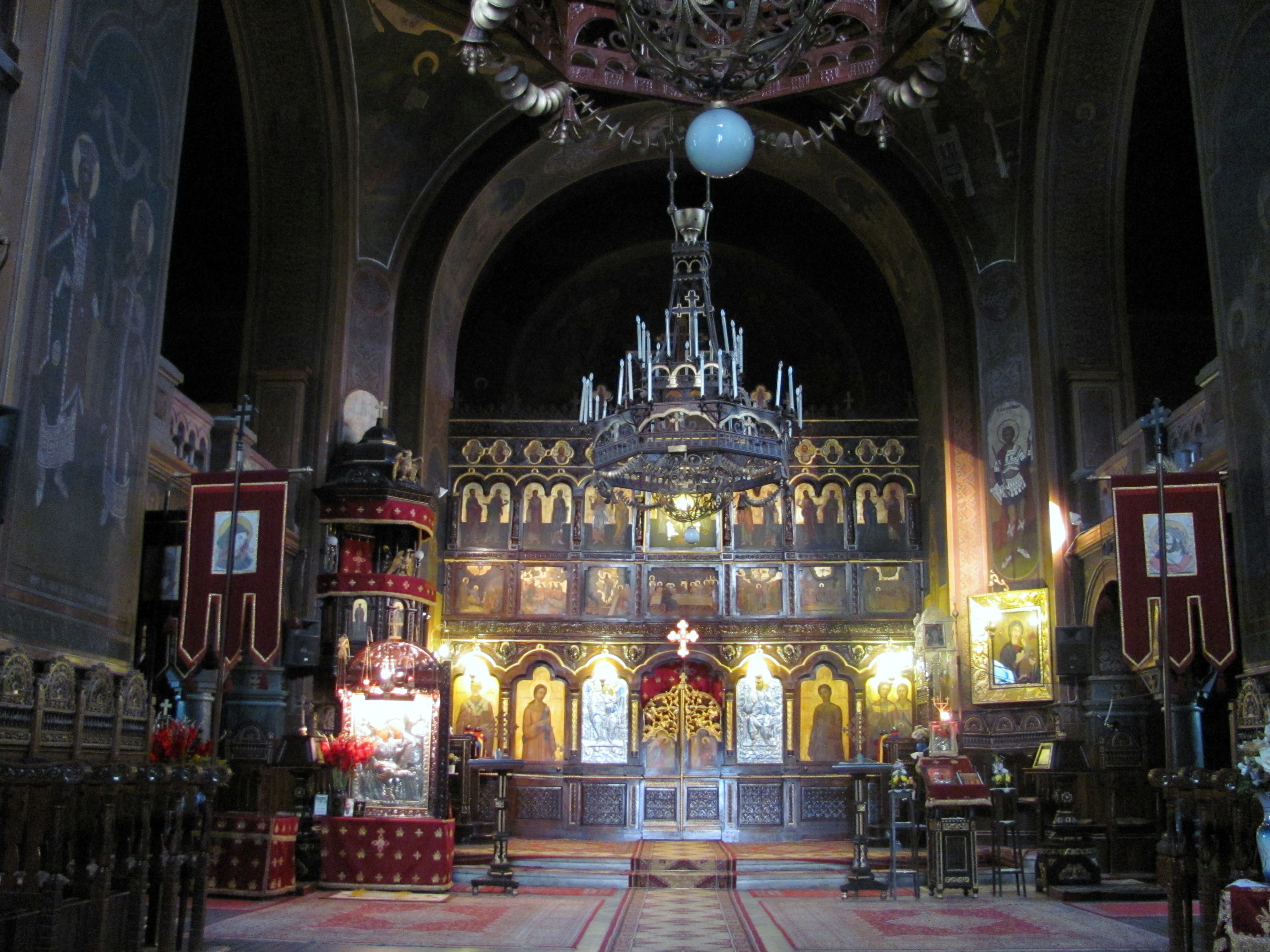
Interior
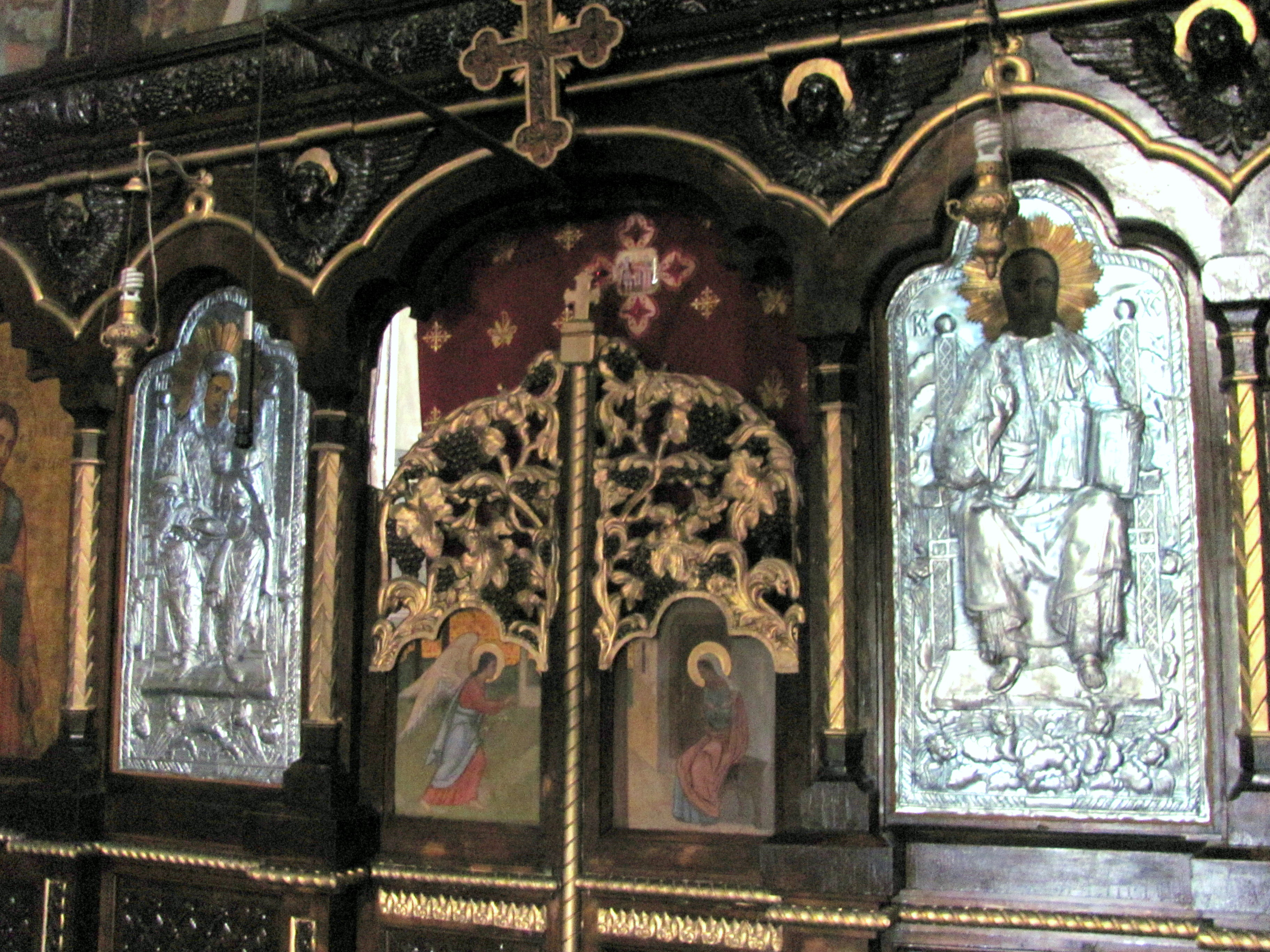
Iconostas
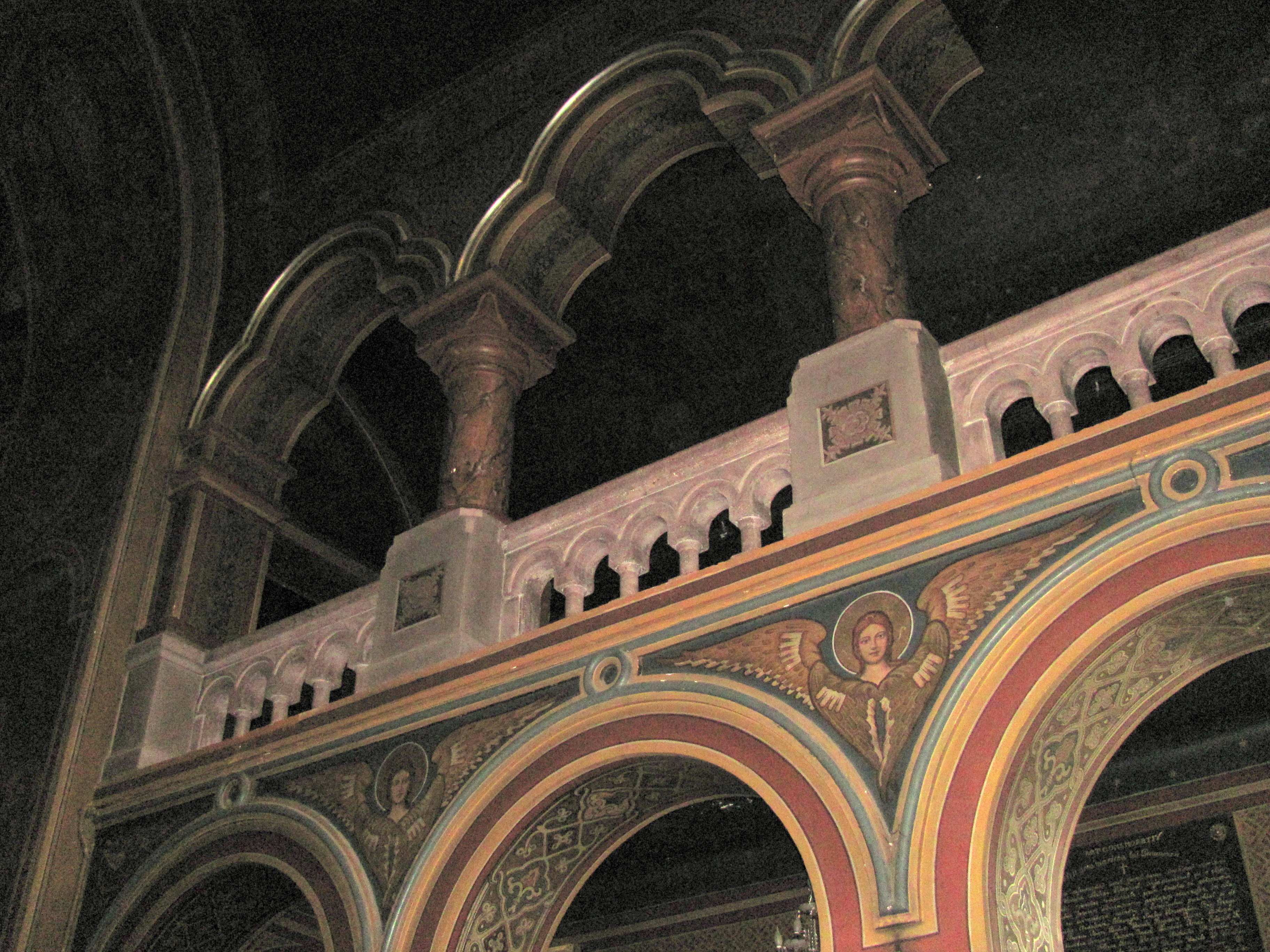
Balcon
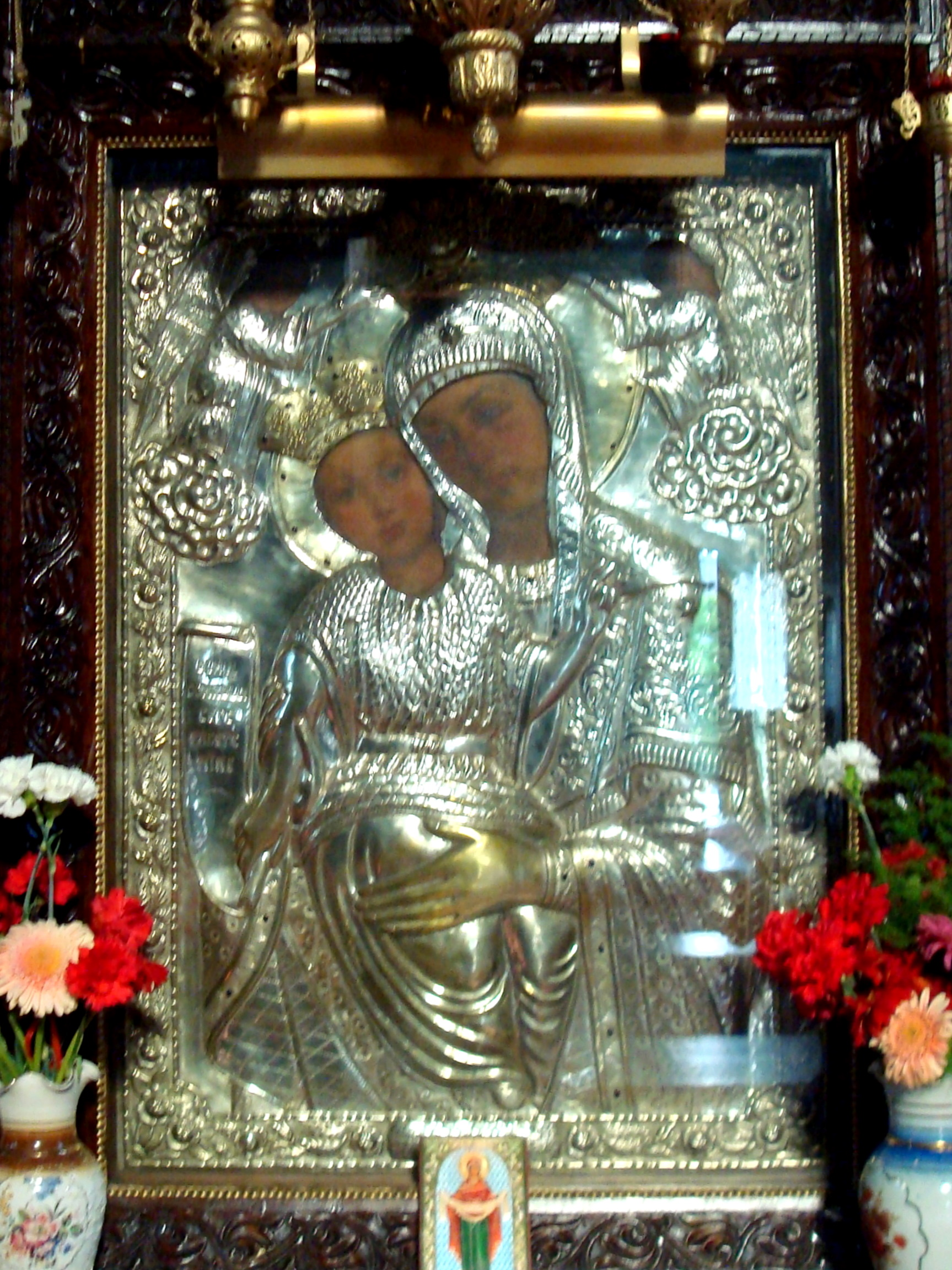
Icoană
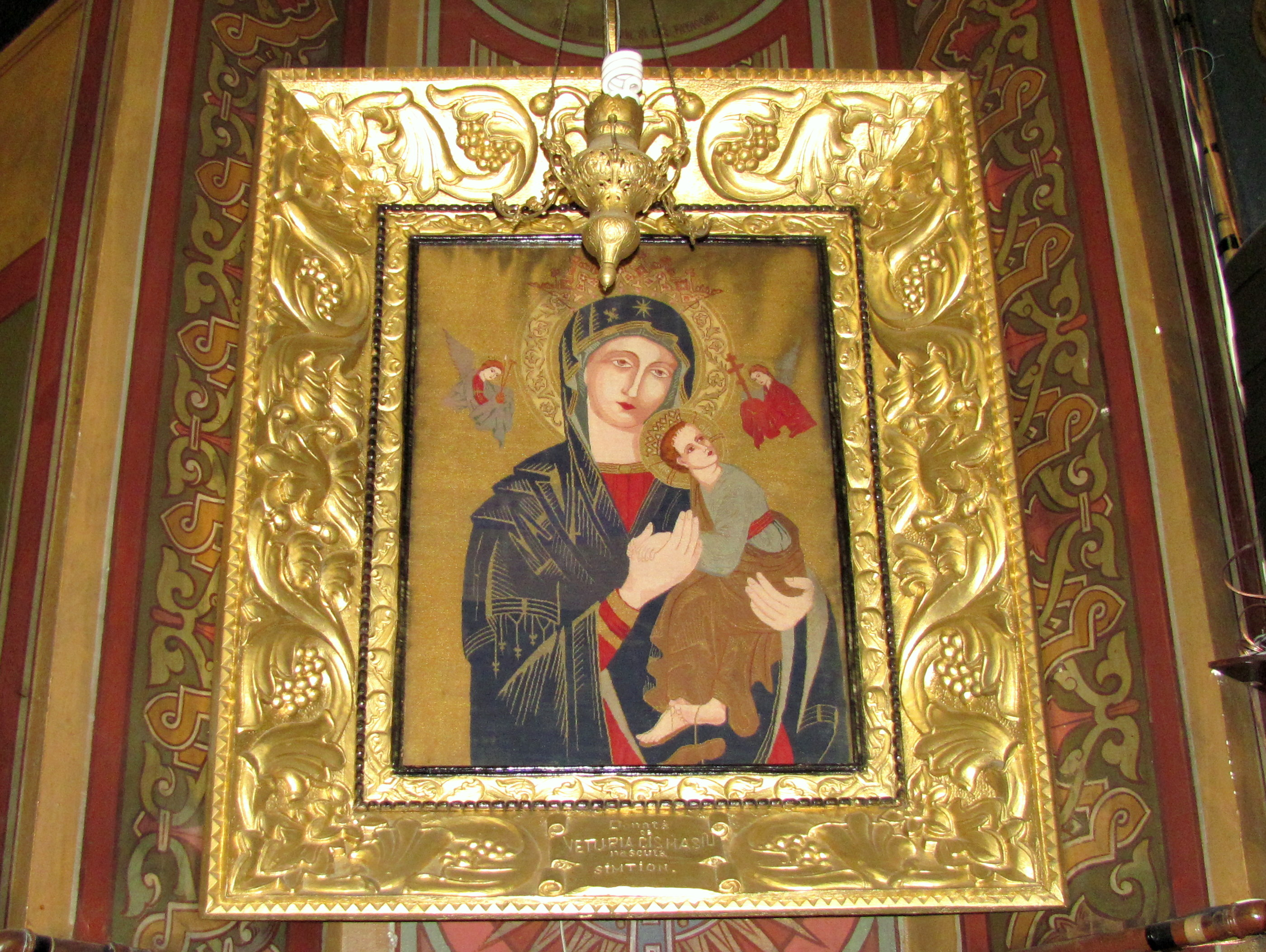
Icoană
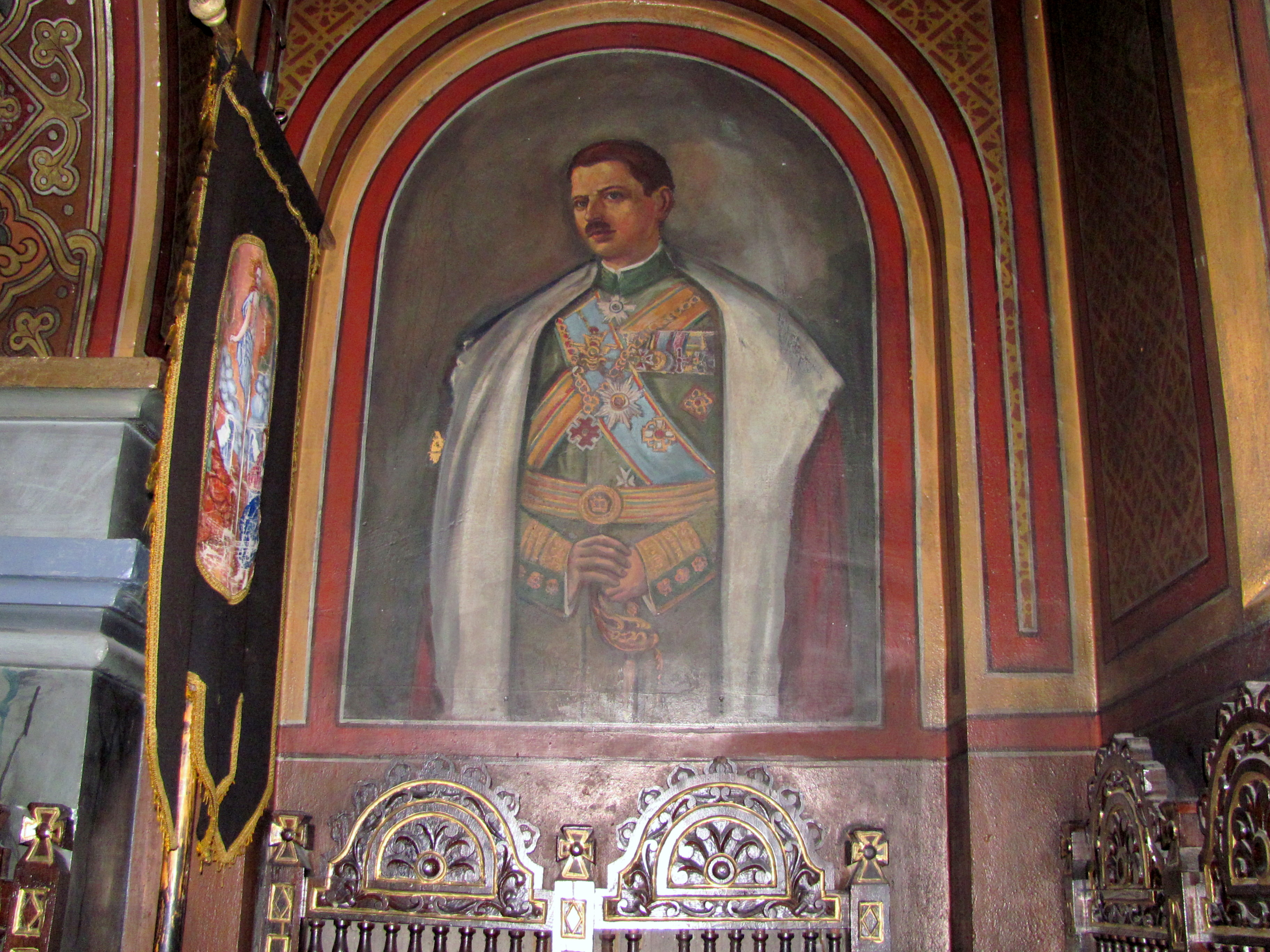
Pictură murală cu imaginea regelui Carol al II-lea al României
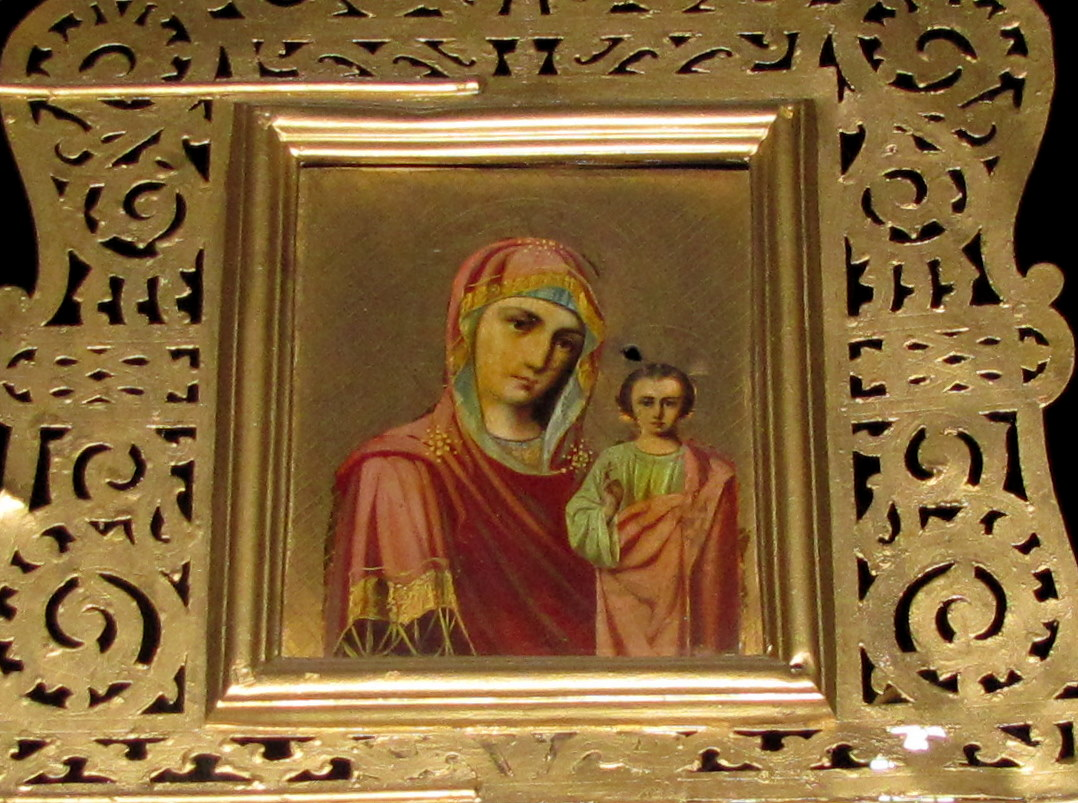
Icoană cu urma unui glonț din cel de Al Doilea Război Mondial
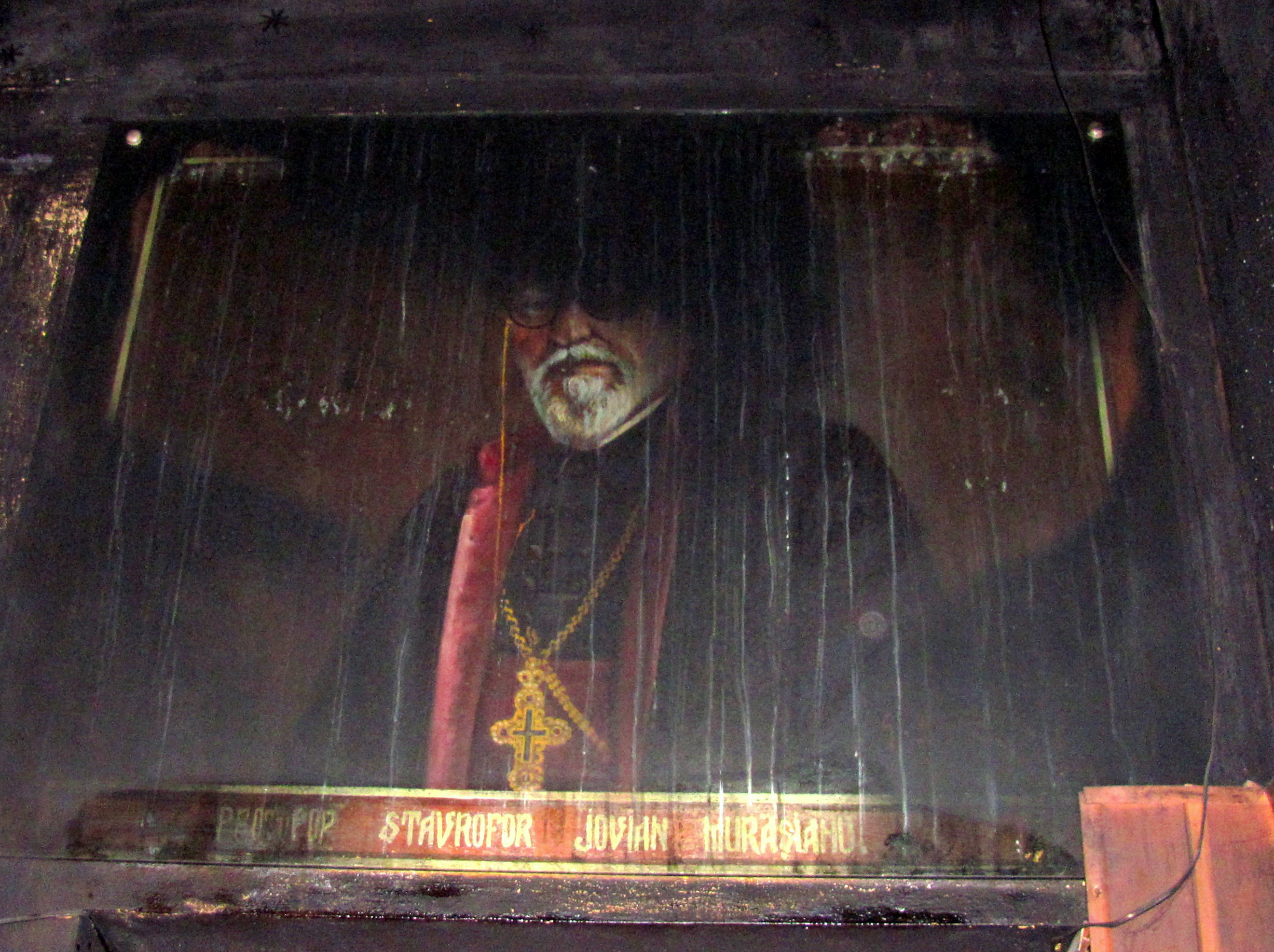
Pictură cu Jovian Murăşianu Protoiereu-Stavrofor Parohul infăpt.al Catedralei
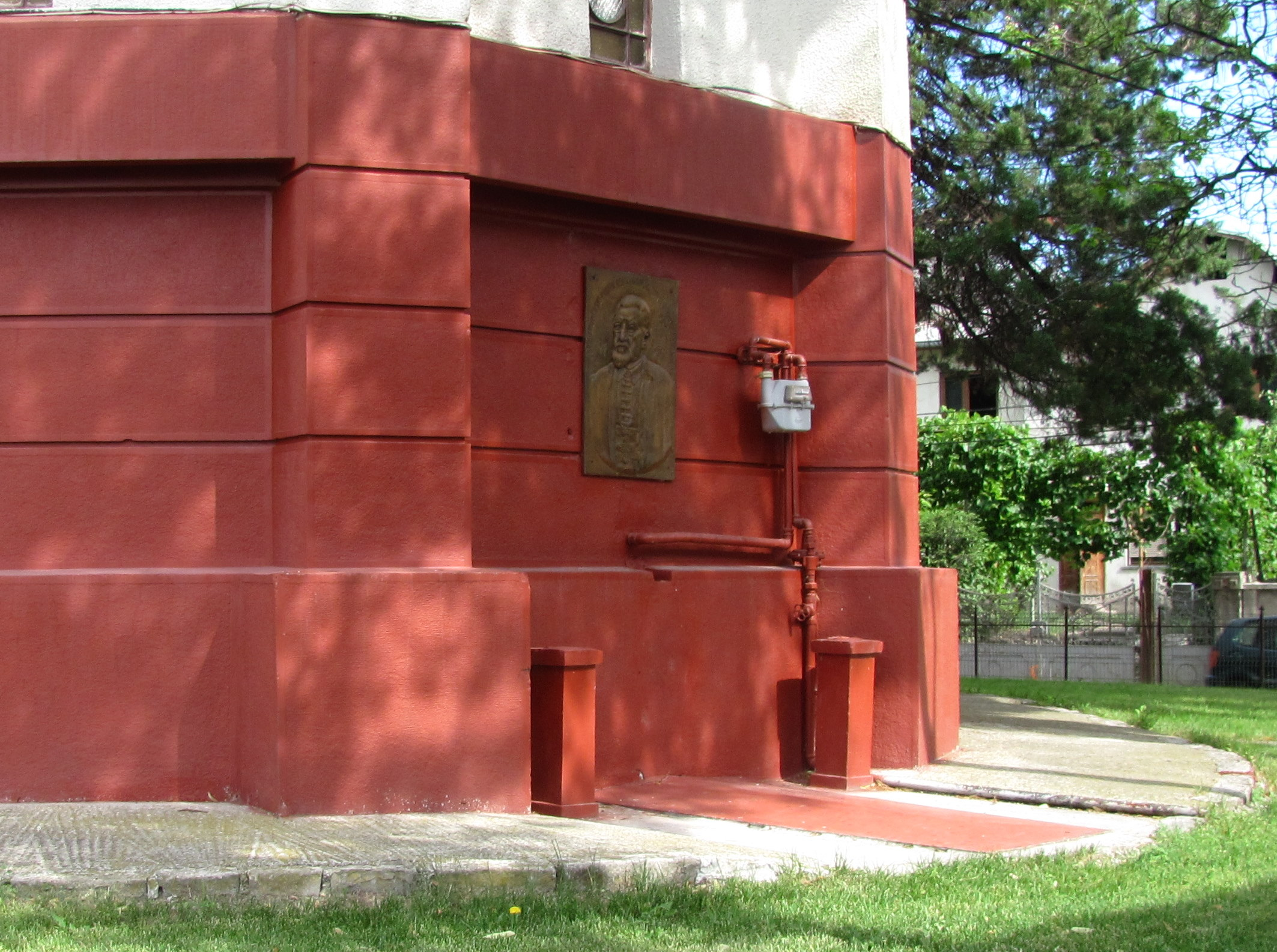
Mormântul lui Jovian Murăşianu Protoiereu-Stavrofor Parohul infăpt.al Catedralei
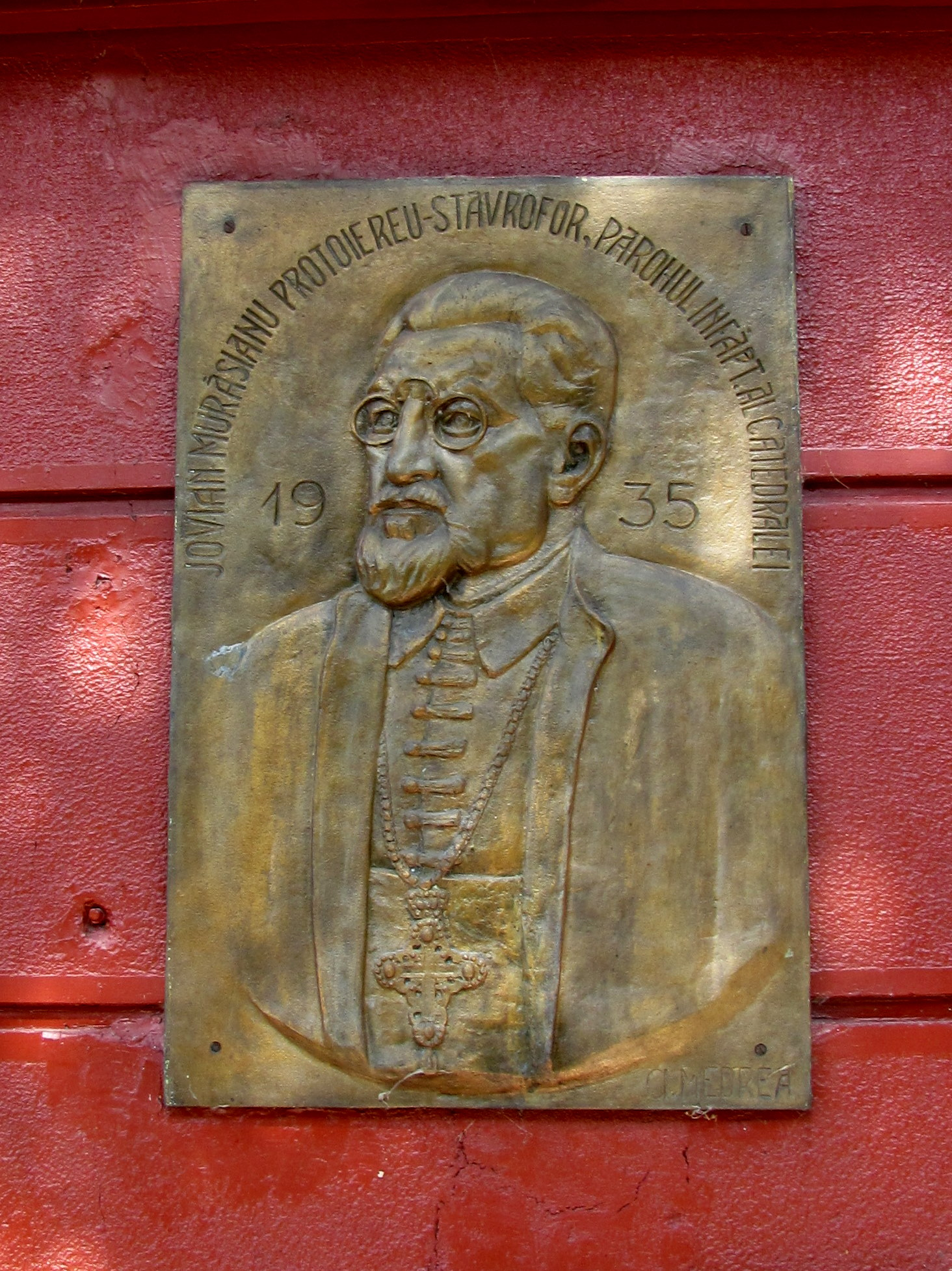
Inscripție de pe mormântul lui Jovian Murăşianu Protoiereu-Stavrofor Parohul infăpt.al Catedralei
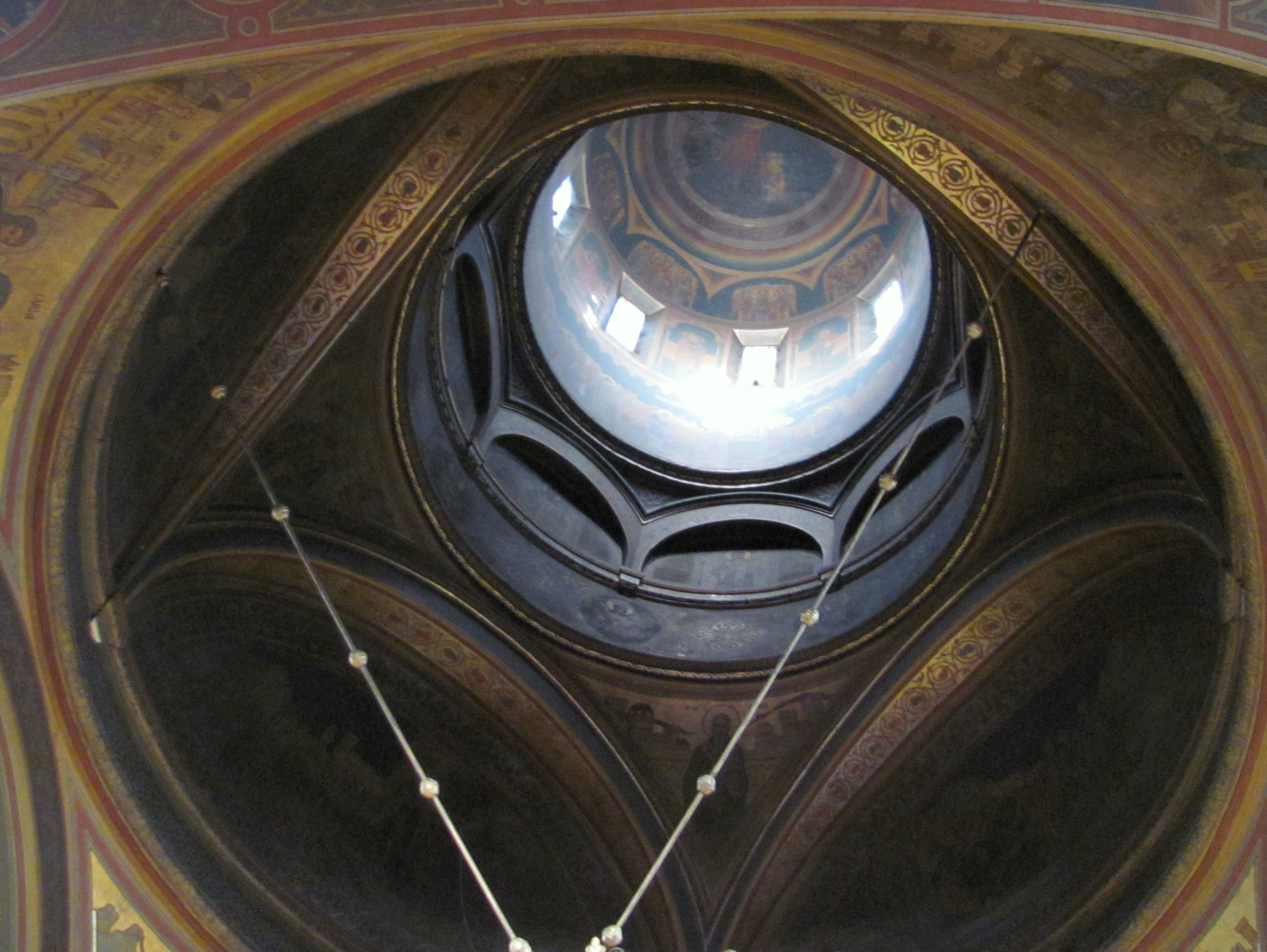
Interior
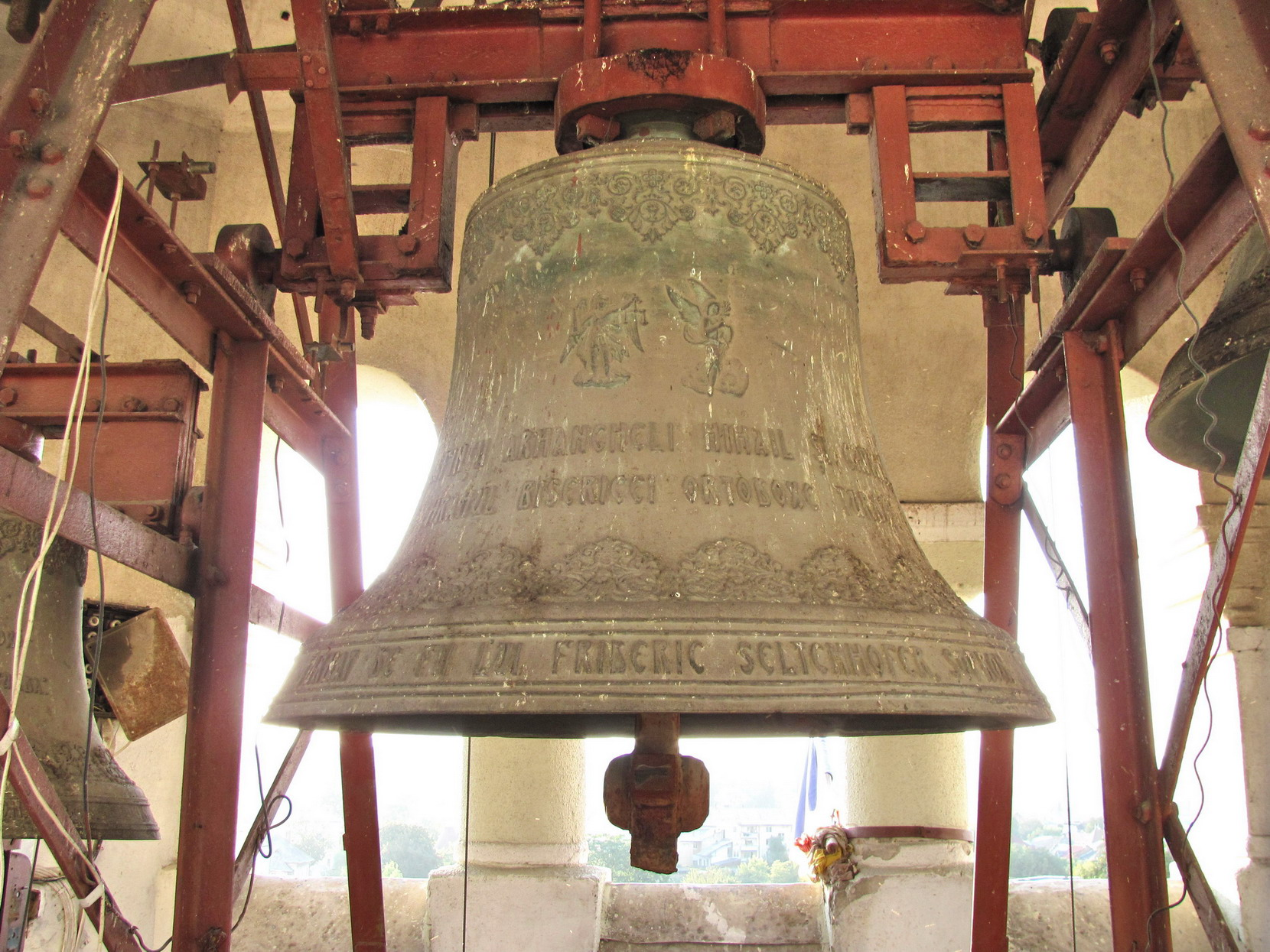
Unul din cele 4 clopote
 
 Charter
- Istoric pag.1 
 întocmit de preotul 
Octavian Băieş
- Istoric pag.2 
 intocmit de preotul 
Octavian Băieş
- Interior
- Interior
- Iconostas
- Balcon
- Icoană
- Icoană
- Pictură murală cu 
 imaginea regelui 
 Carol al II-lea al României
- Icoană 
 cu urma unui glonț 
 din cel de 
Al Doilea Război Mondial
- Pictură cu 
 Jovian Murăşianu 
 Protoiereu-Stavrofor 
 Parohul infăpt.al Catedralei
- Mormântul lui 
 Jovian Murăşianu 
 Protoiereu-Stavrofor 
 Parohul infăpt.al Catedralei
- Inscripție de pe 
 mormântul lui 
 Jovian Murăşianu 
 Protoiereu-Stavrofor 
 Parohul infăpt.al Catedralei
- Interior
- Unul din cele 4 clopote